# Бенгалска рибарка
Бенгалска рибарка (Thalasseus bengalensis) е вид птица от семейство Чайкови (Laridae).

## Разпространение
Видът е разпространен в Алжир, Австралия, Бахрейн, Бангладеш, Британска индоокеанска територия, Бруней, Гамбия, Гвинея, Гвинея-Бисау, Джибути, Египет, Еритрея, Индия, Индонезия, Иран, Ирак, Израел, Италия, Испания, Източен Тимор, Йемен, Китай, Коморските острови, Кения, Кувейт, Катар, Либия, Мадагаскар, Малайзия, Малдивите, Мавритания, Мавриций, Майот, Мароко, Мозамбик, Мианмар, Оман, Обединените арабски емирства, Пакистан, Папуа Нова Гвинея, Саудитска Арабия, Сейшелите, Сингапур, Сомалия, Судан, Танзания, Тайланд, Тунис, Шри Ланка и Южна Африка.